# Jordina Belmonte i Soler
Jordina Belmonte i Soler és una biòloga catalana especialitzada en aerobiologia.

## Trajectòria
Belmonte va estudiar els tres primers anys de biologia al Col·legi Universitari de Girona i va fer l'especialitat en botànica a la Universitat Autònoma de Barcelona, acabant la carrera el 1979. Es va doctorar en ciències biològiques el 1988, amb una tesi doctoral que duia per títol «Identificació, estudi i evolució anual del contingut pol·línic a l'atmosfera de Catalunya i Balears».
És professora de la Universitat Autònoma de Barcelona (UAB) des de l'any 1982, i n'és professora titular des de 1993, a la Unitat de Botànica del BABVE (Departament de Biologia Animal, Biologia Vegetal i Ecologia). És coordinadora de la Xarxa Aerobiològica de Catalunya (XAC) des de la seva creació el 1983 i responsable del Laboratori d'Anàlisis Palinològiques de la UAB i dels projectes relacionats amb la base de dades aerobiològiques de Catalunya. En aquesta plataforma s'incorporen ininterrompudament les dades de concentració de pol·len i espores de fongs de l'aire de Catalunya des de l'any 1983 i, actualment, els resultats de les anàlisis al microscopi òptic de les mostres diàries de 9 punts del Principat. Cada setmana es publica un informe de predicció dels nivells d'espores de fongs al·lergògens i pol·len a l'atmosfera previstos per la setmana següent.
Belmonte també va ser directora de l'Institut de Ciència i Tecnologia Ambientals des de l'any 2012 fins a l'any 2018. Des de 2018 és presidenta de la Institució Catalana d'Història Natural, i des de 2020 és presidenta de l'European Aerobiology Society (EAS), de la qual va ser vicepresidenta entre 2016 i 2020. Va ser reconeguda com a Membre d’Honor del Col·legi d’Ambientòlegs de Catalunya (COAMB) l'any 2016.